# Semiothisa clararia
Semiothisa clararia är en fjärilsart som beskrevs av Walker 1862. Semiothisa clararia ingår i släktet Semiothisa och familjen mätare. Inga underarter finns listade i Catalogue of Life.